# Gare de Camallera
La gare de Camallera (en catalan : estació de Camallera) est une gare ferroviaire espagnole appartenant à ADIF qui est située sur le territoire de la commune de Saus, Camallera i Llampaies, dans la comarque de l'Alt Empordà, dans la province de Gérone, en Catalogne.

## Situation ferroviaire
La gare de Camallera est située au point kilométrique (PK) 54,676 de la ligne Barcelone - Gérone - Portbou dans sa section entre Maçanet-Massanes et Cerbère, entre les gares en service de Sant Miquel de Fluvià et de Sant Jordi Desvalls. Son altitude est de 81 mètres.
La gare dispose d'une voie (celle à droite vers Portbou) avec trois rails (écartement mixte : ibérique et normale) pour permettre la circulation des trains de marchandises à écartement UIC.

## Histoire
La gare a été inaugurée le 28 octobre 1877 avec la mise en service du tronçon Gérone - Figueras destiné à relier Barcelone à la frontière française. Les travaux ont été réalisés par la Compañía de los ferrocarriles de Tarragona a Barcelona y Francia ou TBF fondée en 1875. En 1889, TBF accepta de fusionner avec le puissant MZA. Cette fusion a été maintenue jusqu'en 1941, année de la nationalisation du chemin de fer en Espagne entraînant la disparition de toutes les sociétés privées existantes et la création de RENFE.
Dans les années 1990, le bâtiment de la gare a été fermée.
Depuis le 31 décembre 2004, la Renfe exploite la ligne, tandis qu’ADIF est propriétaire de toutes les installations ferroviaires.
Les quais, et le reste de l'enceinte, ont été rénovés en 2010, donnant à la gare un nouveau petit espace pour les voyageurs.
En 2013, la mairie de L'Escala et le groupe Entesa pel Progrés Municipal de Camallera ont lancé une campagne de signatures pour faire arrêter les Media Distancia en gare de Camallera, car les arrêts les plus proches desservis par ces trains sont Figueras et Flaçà.
En 2014, le sénat a approuvé une motion, déposée par le sénateur socialiste Rafel Bruguera qui exhorte le gouvernement de l'État à mener à bien les travaux de réhabilitation du bâtiment de l'ancienne gare.
En 2016, 46 000 passagers  (se répartissant en 20 000 montées et 26 000 descentes) ont transité en gare de Camallera.

## Service des voyageurs

### Accueil
La gare est située a l'est du centre-ville. Sur les deux quais, il y a des petits abris de quai. La gare est actuellement un arrêt qui n'a que deux voies générales avec des quais latéraux reliés par un passage sur les voies situé à l'extrémité des quais vers Barcelone. 

### Desserte
La gare de Camallera est desservie par les trains régionaux de la ligne R11 de Rodalies de Catalunya et les trains de la ligne RG1 de la Rodalia de Gérone.

## Patrimoine ferroviaire
Le bâtiment voyageurs est à gauche des voies, en direction de Portbou, et constituait d'un seul étage. Ce bâtiment n'est pas utilisé actuellement mais pendant un temps, il a abrité une garderie. À côté du bâtiment voyageurs se trouve une terrasse fermée du bar Lluís, situé juste à côté de la gare.

## Services ferroviaires

### Rodalia de Gérone
Le Pla de Transport de Catalunya 2008-2012 prévoyait la création d'un réseau de trains de banlieue de Gérone, c'est une des gares où s'arrêtent les Rodalies de Gérone,.